# وندلینگ (اورگن)
وندلینگ (به انگلیسی: Wendling) یک منطقهٔ مسکونی در ایالات متحده آمریکا است که در شهرستان لین، اورگن واقع شده‌است. وندلینگ ۱۹۶٫۹ متر بالاتر از سطح دریا واقع شده‌است.